# Saint-Martin-de-Vers
Saint-Martin-de-Vers ist eine Ortschaft und eine Commune déléguée in der französischen Gemeinde Les Pechs du Vers mit 108 Einwohnern (Stand 1. Januar 2022) im Département Lot in der Region Midi-Pyrénées.
Mit Wirkung vom 1. Januar 2016 wurde Saint-Martin-de-Vers mit Saint-Cernin zur Commune nouvelle Les Pechs du Vers in der ebenso neuen Region Okzitanien zusammengelegt und hat in der neuen Gemeinde seither den Status einer Commune déléguée. Die Gemeinde Saint-Martin-de-Vers gehörte zum Kanton Causse et Vallées und zum Arrondissement Gourdon.
Nachbarorte sind Lamothe-Cassel im Nordwesten, Saint-Sauveur-la-Vallée im Norden, Saint-Cernin im Osten, Lauzès im Südosten, Cras im Süden, Nadillac im Südwesten und Ussel im Westen.

## Bevölkerungsentwicklung

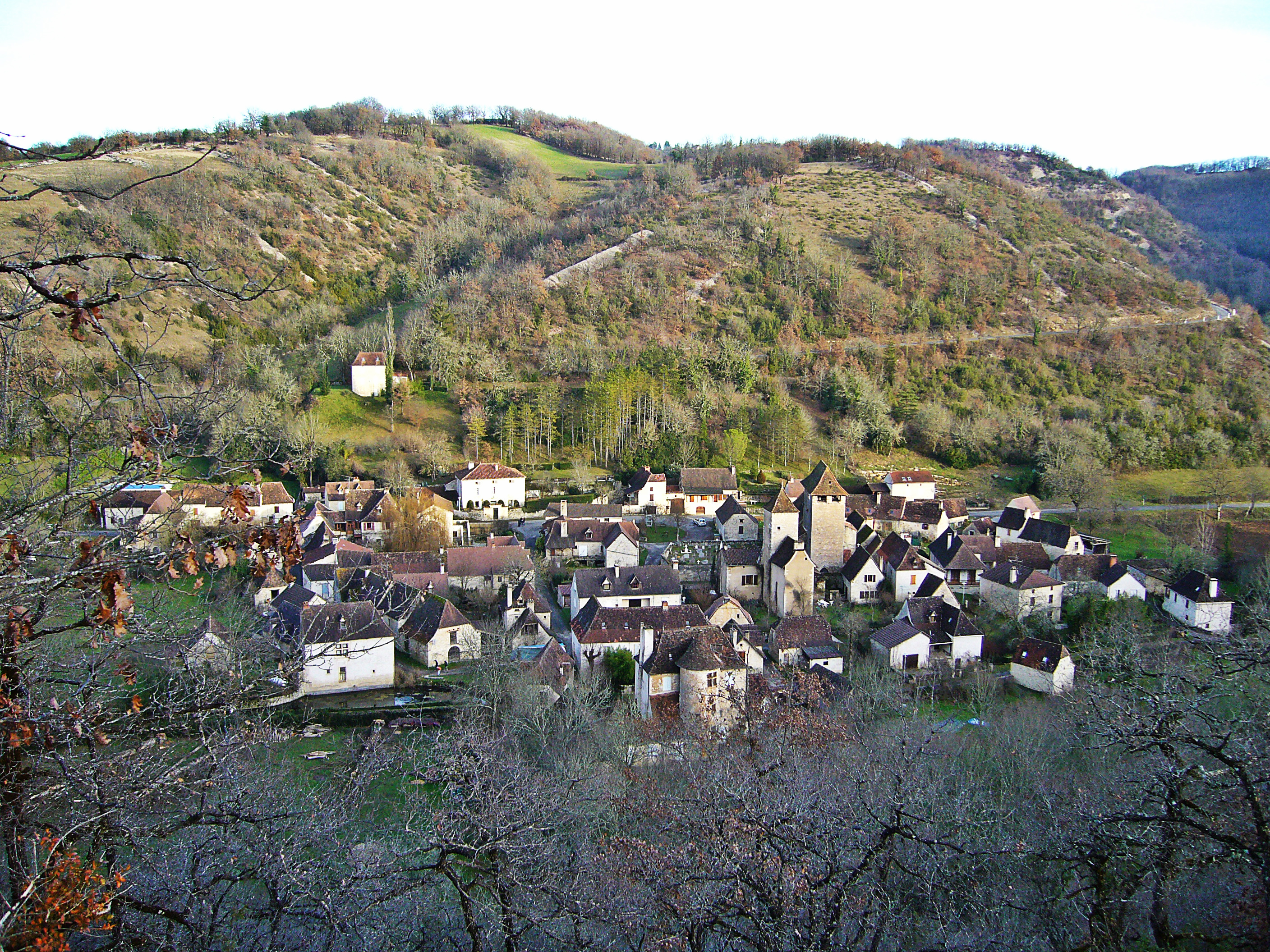
Blick auf Saint-Martin-de-Vers

| Jahr      | 1962 | 1968 | 1975 | 1982 | 1990 | 1999 | 2008 | 2013 |
| --------- | ---- | ---- | ---- | ---- | ---- | ---- | ---- | ---- |
| Einwohner | 122  | 97   | 93   | 112  | 126  | 105  | 116  | 98   |